# Mercenari del tempo
Mercenari del tempo (At the Narrow Passage) è un romanzo di fantascienza dell'autore statunitense Richard C. Meredith del 1973.
Si tratta del primo dei tre romanzi componenti la trilogia Timeliner (comprendente i seguiti No Brother, No Friend del 1976 e Vestiges of Time del 1978), ambientata in un universo immaginario costituito da infiniti mondi paralleli, ciascuno con la sua storia (le linee), fra i quali è possibile viaggiare trasversalmente, attraverso un movimento detto skuddare, consentito da macchine dette skud. Oltre agli esseri umani, le linee sono abitate anche dai Krith, esseri di origine misteriosa che hanno la capacità di muoversi fra le linee in modo naturale (senza aver bisogno di skud) e che affermano di dover guidare gli esseri umani in una sanguinosa lotta segreta contro misteriosi alieni provenienti dal futuro.

## Trama
Eric Mathers è il nome da mercenario del protagonista, che si chiama in realtà Thimbron Parnassos, nativo della Ionnia del Nord, nell'anno 2294 dell'impero mai sconfitto di Alessandro Magno nella sua linea d'origine. Tradotto nei termini della linea in cui la storia prevalentemente si svolge, ciò corrisponde al 1938 nel West Cheshire, Inghilterra. All'inizio della narrazione Eric Mathers è infiltrato come ufficiale di trincea in Francia durante una prima guerra mondiale ancora combattuta nel 1971. In questa tempo-linea la guerra si combatte fra l'Inghilterra, ancora padrona del Nord America e il risorto Sacro Romano Impero, guidato dai Tedeschi. La rivoluzione francese e quella americana sono state entrambe soffocate nel sangue dall'Inghilterra. Il livello di sviluppo tecnologico in questa linea è piuttosto arretrato. La vittoria dell'Inghilterra in questa e in simili guerre in linee parallele è vitale, a dire dei Krith, perché genererà mondi più preparati a combattere gli alieni provenienti da duemila anni nel futuro.
A Eric, all'amico Hillary Tracy e ad altri, Kar Hinter, capo dei Krith, affida una missione vitale: infiltrarsi oltre le linee nemiche e sequestrare il conte Von Heinen e la bella moglie Sally; il primo è coinvolto nei segreti relativi alla produzione tedesca di armi nucleari (ancora ignote nella tempo-linea), la seconda è figlia del capo dell'A.R.A., l'esercito che resiste negli Stati Uniti d'America contro il dominio britannico. La squadra raggiunge la villa in cui si trovano i due e riesce a prelevarli, ma poi cade in un'imboscata nella linea in cui è skuddata, dalla quale Eric riesce a fuggire insieme a Sally. L'uomo intuisce che la donna è a conoscenza di più cose di quante sia disposta ad ammettere, e che forse sa bene cosa sono i mercenari del tempo.
Durante la latitanza in una casa di campagna, Eric e Sally vengono individuati da uomini che si rivelano amici della donna e in un lungo viaggio a bordo di uno strano skud volante Eric viene portato a Staunton, una segreta città sotterranea in Florida, che in questa tempo-linea (detta paratempo dagli appartenenti a questa fazione) è sede di una fazione proveniente dalle Trans-linee occidentali, anch'essa in grado di viaggiare fra i paratempi. Eric viene sottoposto a sondaggio mentale, dapprima sotto forma di interrogatorio vero e proprio, e poi durante ripetuti e graditi rapporti sessuali con donne splendide. Il capo di Staunton, Mica (che è anche l'amante di Sally), tenta di convincere Eric che i Krith hanno sempre mentito agli uomini: le Trans-Linee dell'Estremo Oriente, da cui sostengono di provenire, non esisterebbero affatto, e non vi sarebbe alcuna minaccia aliena proveniente dal futuro. I Krith sarebbero artefici dunque di una Grande Menzogna. Eric è confuso; finge di credere a Mica e Sally, ma poi riesce a mettersi in contatto con Kar Hinter e gli altri Tempolineisti, che presto giungono in suo soccorso: la base segreta di Staunton viene quindi auto-distrutta dai Paratempisti.
Eric ottiene da Kar Hinter un periodo di riposo in una linea dell'Eden, ovvero una tempo-linea in cui l'umanità si è estinta e la terra è un paradiso incontaminato, portando con sé Sally, la quale a questo punto lo odia mortalmente. L'uomo è diventato però diffidente, e sotto la spinta di Sally, chiede a Kar Hinter di poter vedere davvero le linee orientali da cui i Krith sostengono di provenire. Kar Hinter organizza il lungo viaggio a bordo di uno skud, e mostra ai due il fantastico ed esotico mondo delle remote linee orientali.
Rientrati nella linea dell'Eden, Eric ricostruisce la verità in sogno: l'intero viaggio dimostrativo è stata una manipolazione mentale ottenuta tramite sofisticate tecniche psichiche coercitive di cui lui stesso non avrebbe mai creduto che i Krith fossero capaci. Pertanto, Sally ed Eric si impossessano dello skud venuto a riprenderli alla fine della vacanza e fuggono verso le linee occidentali, nel disperato tentativo di mettersi in contatto con Mica.
I due attraversano così numerosi universi, molti dei quali invivibili a causa delle mortali radiazioni nucleari post-belliche. In uno di questi, vengono raggiunti da Kar Hinter e Tracy a bordo di un secondo skud. Tracy tenta di convincere l'amico che la fazione di Mica è costituita da esseri non umani e che sebbene i Krith abbiano mentito su molte cose, essi combattono contro il solo vero nemico dell'intera umanità. Eric è disorientato e indeciso, e quando finalmente i Krith, dopo aver eliminato Tracy, tentano di ucciderlo, egli si difende, e con la pistola a raggi in dotazione allo skud, uccide i Krith e fugge nuovamente con Sally. Sulla scena irrompono però i Paratempisti, che in effetti si rivelano non umani.
Dopo una disperata fuga a bordo dello Skud ormai danneggiato e contaminato dalle radiazioni, Eric e Sally si ritrovano al sicuro, isolati in una tempo-linea i cui abitanti ignorano del tutto l'esistenza delle altre linee, in cui gli Stati Uniti d'America sono uno stato indipendente, e in cui decidono di dover far qualcosa per il futuro di tutte le linee dell'umanità, che rischia di rimanere soffocata in un crudele gioco di guerra fra fazioni nemiche.

## Citazioni
E se non sarà nessun altro a farlo, credo che toccherà a Sally ed a me.
Ma mi venga un accidente se so come fare.»

## Edizioni
- Richard C. Meredith, At the Narrow Passage, 1973.
- Richard C. Meredith, Mercenari del tempo, traduzione di Maurizio Gavioli, collana Futuro Biblioteca di Fantascienza, Fanucci, 1978,  p. 238.